# Melissa Benoist
Melissa Marie Benoist (Houston, Texas; 4 d'octubre de 1988), coneguda com a Melissa Benoist, és una actriu nord-americana que va assolir la fama en 2012 pel seu paper de Marley Rose en la sèrie de comèdia musical Glee de FOX. Prèviament a la seva popularitat, Melissa ha aparegut en diverses sèries de televisió com Homeland, The Good Wife i Law & Order. El seu debut al cinema va ser en la pel·lícula Tennessee.
L'any 2014, Benoist va aparèixer a la pel·lícula Whiplash, que va guanyar diversos premis importants i va obtenir crítiques positives de la premsa. El 2015, va participar en la pel·lícula Danny Collins, que va ser estrenada el 20 de març de 2015, i la qual compta amb les actuacions de Jennifer Garner i Al Pacino. Aquest mateix any, es va unir al ventall de la sèrie de televisió Supergirl per interpretar el personatge principal de la sèrie, emesa per CBS (més tard en The CW) i estrenada el 26 d'octubre de 2015.

## Primers anys
Melissa Benoist va néixer el 4 d'octubre de 1988 a Houston, Texas, filla de Julie Smith i Jim Benoist. Té dues germanes: Jessica i Kristina; i té cinc mig germans d'un altre matrimoni del seu pare, anomenats Tanner, Estella, Coco, Rocket i Tor. Benoist ha realitzat una gran quantitat d'espectacles de teatre extracurriculars, entre els quals destaquen l'obra Evita. El 2007 es va graduar a l'Arapahoe High School, situada a la ciutat de Centennial, Colorado, i l'any 2011 es va graduar al Marymount Manhattan College de Nova York.

## Carrera professional

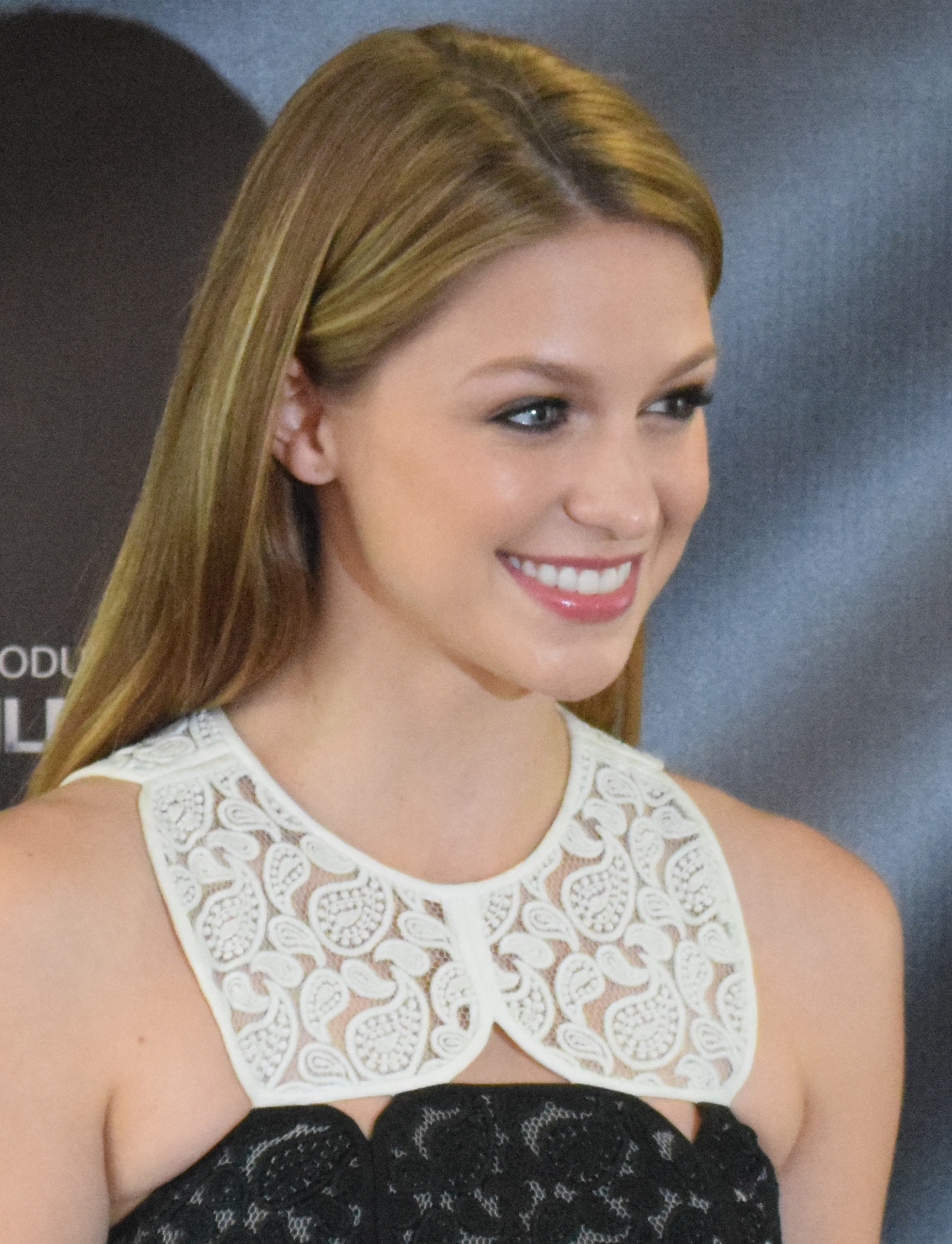
Benoist a l'estrena de Band of Robbers el 2015

Melissa Benoist va realitzar el seu debut cinematogràfic a la pel·lícula Tennessee, l'any 2008, on va interpretar el paper de Laurel a l'edat de 19 anys.
El mes de maig de 2012, va fer una audició per Glee al Roundabout Theatre Company, de Nova York. Va cantar cinc cançons diferents per a les seves cinc audicions: "Fidelity" de Regina Spektor, "King of Anything" de Sara Bareilles, una cançó de Colbie Caillat i algunes cançons de teatre musical. El juliol d'aquell mateix any tenia dues proves de pantalla a Califòrnia amb Ryan Murphy, els directors de càsting i els productors executius. El seu paper de Marley Rose la va portar a la seva primera nominació en els Teen Choice Awards 2013, a la categoria d'estrella revelació; aquest premi va ser guanyat per la seva exparella, Blake Jenner.
El juliol de 2013, va ser fitxada per a Danny Collins (anteriorment titulada Imagine), una pel·lícula independent, en el paper de Jamie, una recepcionista en un hotel freqüentat per una de les seves estrelles de rock favorites de tots els temps.
El mes de juny de 2014, es va unir a la pel·lícula The Longest Ride una adaptació de la novel·la homònima de Nicholas Sparks en la qual va interpretar el paper de Marcia, la millor amiga de la protagonista.

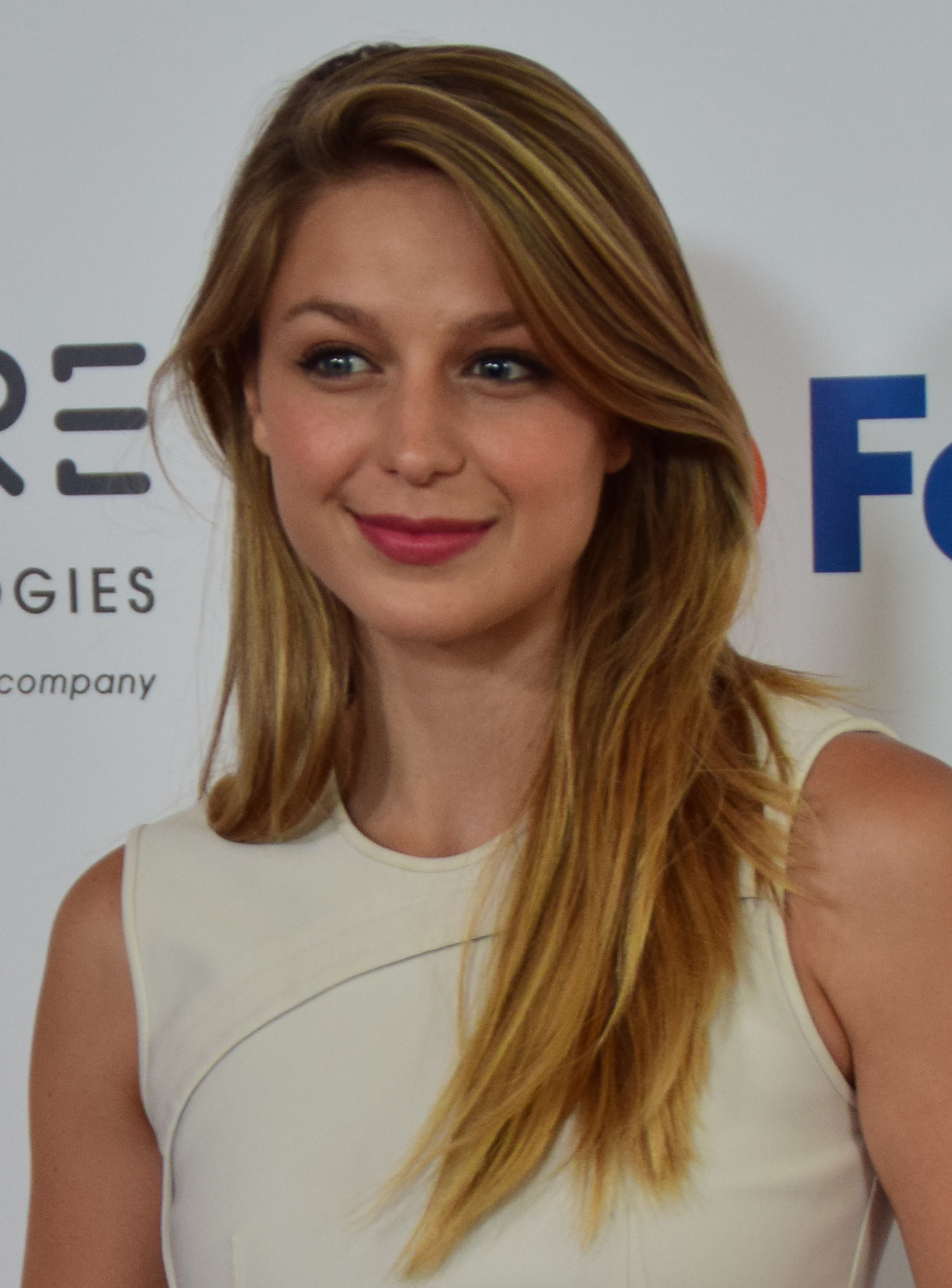
Benoist el 2015

El setembre de 2014, el setmanari Variety va comunicar que Benoist va ser triada per protagonitzar la pel·lícula Band of Robbers per interpretar el paper de Becky Thatcher. La pel·lícula es va estrenar el 13 de juny de 2015 en el Festival de Cinema de Los Angeles.
Posteriorment, el gener de 2015, es va informar que Benoist va ser fitxada per al paper principal de Kara Zor-El, en la sèrie de televisió de la cadena CBS, Supergirl.
El maig de 2015, es va anunciar que Benoist anava a interpretar a Lorelai en la pel·lícula Low Riders, substituint a les candidates Lily Collins i Nicola Peltz.
El agost de 2015, Benoist va obtenir el paper principal en la pel·lícula dramàtica Oxford, al costat de l'actor Sam Heughan com a protagonista masculí de la mateixa.
Melissa Benoist i Darren Criss van aparèixer amb Josh Duhamel en l'obertura dels Kids Choice Awards de 2013.
Melissa Benoist, Jacob Artist, Dean Geyer i Becca Tobin van ser triats com a ambaixadors per al nou producte de Coca Cola, Coke Mismo i el juny de 2013, van ser traslladats a Manila, Filipines per promocionar el producte, on van visitar diferents centres comercials i van tenir reunions amb els fans.

## Vida privada
Melissa Benoist va començar una relació amb el coprotagonista de Glee, Blake Jenner, des de 2012 i l'11 de juliol de 2013 van anunciar el seu compromís.. El mes de març de 2015 van confirmar, durant un esdeveniment de la Comic-Con, haver-se casat en unes noces privades. El 27 de desembre de 2016 Melissa va presentar els papers de divorci al·legant “diferències irreconciliables”. El divorci va finalitzar al desembre de 2017.
També el 2015, Benoist va patir una lesió que li va esquinçar l'iris. L'incident va provocar que una pupil·la s'engrandís permanentment. El novembre de 2019, en un vídeo d'Instagram, Benoist va explicar que la lesió del seu iris va ser causada per l'impacte d'un iPhone llençat durant una disputa domèstica, en una relació marcada per la violència domèstica repetida. Anteriorment, s'havia dit que la lesió s'havia produït quan ella va caure per les escales a sobre d'un test.
Melissa Benoist és la millor amiga de Chyler Leigh, i els fills d'aquesta li diuen "tia Melissa".
A principis del 2017 va començar una relació amb l'actor Chris Wood i el 10 de febrer de 2019 va anunciar el seu compromís amb l'actor a Instagram.
Finalment, el diumenge 1 de setembre de 2019 la parella va celebrar l'enllaç matrimonial en una cerimònia íntima a Ojai i el 4 de març de 2020, Benoist i Wood van anunciar a Instagram que esperaven el seu primer fill.

### Filtració de fotografies
El mes de setembre de 2014, es van filtrar, com a part de The Fappening, fotografies comprometedores de Melissa Benoist i la seva exparella. Ella creu que les fotos van ser obtingudes del seu compte de iCloud per un hacker. Benoist va respondre en una entrevista amb TED en Clickbait, afirmant que "aquests temes no han de ser recolzats".

## Filmografia

### Cinema
| Any  | Títol            | Personatge        | Notes |
| ---- | ---------------- | ----------------- | ----- |
| 2008 | Tennessee        | Laurel – 18 anys  |       |
| 2014 | Whiplash         | Nicole            |       |
| 2015 | Danny Collins    | Jamie             |       |
| 2015 | The Longest Ride | Marcia            |       |
| 2015 | Band of Robbers  | Becky Thatcher    |       |
| 2016 | Lowriders        | Lorelai           |       |
| 2016 | Patriots Day     | Katherine Russell |       |
| TBA  | Billy Boy        | Jennifer          |       |
| TBA  | Oxford           |                   |       |

### Televisió
| Any          | Títol                                 | Personatge               | Notes                 |
| ------------ | ------------------------------------- | ------------------------ | --------------------- |
| 2010         | Law &amp; Order: Criminal Intent      | Jessalyn Kerr            | Episodi: "Delicate"   |
| 2010         | Blue Bloods                           | Renee                    | Episodi: "Privilege"  |
| 2010         | Law &amp; Order: Special Victims Unit | Ava                      | Episodi: "Wet"        |
| 2010         | The Good Wife                         | Molly                    | Episodi: "Nine Hours" |
| 2011         | Homeland                              | Stacy Moore              | 2 episodis            |
| 2012-14      | Glee                                  | Marley Rose              | 35 episodis           |
| 2013         | MasterChef                            | Ella mateixa             | 1 episodi             |
| 2015-present | Supergirl                             | Kara Danvers / Supergirl | 103 episodis          |
| 2016-19      | The Flash                             | Kara Danvers / Supergirl | 5 episodis            |
| 2016-20      | Arrow                                 | Kara Danvers / Supergirl | 5 episodis            |
| 2016-20      | DC's Legends of Tomorrow              | Kara Danvers / Supergirl | 3 episodis            |
| 2017-18      | Freedom Fighters: The Ray             | Kara Zor-El / Overgirl   | 8 episodis            |
| 2018         | Waco                                  | Rachel Koresh            | 6 episodis            |
| 2019         | Batwoman                              | Kara Danvers / Supergirl | 1 episodi             |

## Teatre
| Any  | Títol                                        | Personatge            | Notes                                        |
| ---- | -------------------------------------------- | --------------------- | -------------------------------------------- |
| 2000 | The Sound of Music                           | Petita Brigitta       | Producció de Littleton Town Hall Arts Center |
| 2006 | Bye Bye Birdie                               | Kim McAfee            | Producció de Littleton Town Hall Arts Center |
| 2006 | Un mes en el camp                            | Vera                  | Producció de Littleton Town Hall Arts Center |
| 2006 | A Chorus Line                                | Beu                   | Producció de Littleton Town Hall Arts Center |
| 2007 | Rodger and Hammerstein's Cinderella          | Cinderella            | Producció de Littleton Town Hall Arts Center |
| 2007 | Footloose                                    | Ariel Moore           | Producció de Littleton Town Hall Arts Center |
| 2007 | Evita                                        | Jove senyora de Perón | Producció de Country Dinner Playhouse's      |
| 2009 | Thoroughly Modern Millie                     | Millie Dilmount       | Producció de Marymount Manhattan College     |
| 2009 | Al vostre gust                               | Rosalind              | Producció de Marymount Manhattan College     |
| 2011 | The Unauthorized Biography of Samantha Brown | Kelly                 | Producció de Goodspeed Musical               |
| 2018 | Beautiful: The Carole King Musical           | Carole King           | Des del 7 de juny al 4 d'agost               |

## Premis i nominacions
| Any  | Premi              | Categoria                              | Treball   | Resultat   | Ref.   |
| ---- | ------------------ | -------------------------------------- | --------- | ---------- | ------ |
| 2013 | Teen Choice Awards | Estrella Revelació                     | Glee      | Nominada   | [ 28 ] |
| 2016 | Premis Saturn      | Millor interpretació d'una actriu jove | Supergirl | Guanyadora | [ 29 ] |
| 2016 | Premis Saturn      | Millor Actriu de Televisió             | Supergirl | Nominada   | [ 30 ] |
| 2017 | Premis Saturn      | Millor Actriu de Televisió             | Supergirl | Guanyadora | [ 31 ] |
| 2017 | Teen Choice Awards | Elecció actriu d'acció de TV           | Supergirl | Guanyadora | [ 32 ] |
| 2017 | Teen Choice Awards | Choice Liplock (amb Chris Wood)        | Supergirl | Nominada   |        |
| 2017 | Teen Choice Awards | Choice TV Ship (amb Chris Wood)        | Supergirl | Nominada   |        |
| 2018 | Premis Saturn      | Millor Actriu de Televisió             | Supergirl | Nominada   | [ 33 ] |
| 2018 | Teen Choice Awards | Elecció Actriu de sèrie d'acció        | Supergirl | Guanyadora | [ 34 ] |
| 2019 | Teen Choice Awards | Millor actriu de programa d'acció      | Supergirl | Nominada   | [ 35 ] |